# Michal Kováč
Michal Kováč (Szerelmes, 1930. augusztus 3. – Pozsony, 2016. október 5.) szlovák politikus, közgazdász, az önálló Szlovák Köztársaság első államfője.

## Pályája

### A kommunista rendszer bukásáig
Michal Kováč a kelet-szlovákiai Szerelmesen (szlovákul Ľubiša) született (Eperjesi kerület, Homonnai járás). Középiskolai tanulmányai (kereskedelmi akadémia Homonnán) után a Pozsonyi Közgazdaságtudományi Főiskola (ma egyetem) diákja lett. Lediplomázása (1954) után egy évig asszisztensi állásban a főiskolán tanított tovább, majd a Csehszlovák Állami Bank alkalmazásában állt. A bankszakmában 1956-tól egészen a politikai változást jelentő 1989-es évig dolgozott. 1965-ben és 1966-ban Kubában adott elő az ottani bankfőiskolán, 1967–1969 között a londoni székhelyű csehszlovák Vállalkozói Bank igazgatóhelyettese volt.
Csehszlovákia 1968-as szovjet megszállása és az azt követő kommunista normalizáció részeként 1969-ben visszahívták Londonból és egy évvel később kizárták a kommunista pártból. 1970–1978 között újra a Csehszlovák Állami Bank alkalmazottja volt, a pénzintézet egyik pozsony-óvárosi kirendeltségének hivatalnokaként. 1978-tól 1989-ig a pozsonyi székhelyű Pénz- és Hitelügyi Kutatóintézet tudományos munkatársaként dolgozott, emellett mellékállásban előbb a Közgazdaságtudományi Főiskola, majd a szintén pozsonyi székhelyű Szlovák Műszaki Főiskola Építészeti Karának külsős előadójaként tevékenykedett.

### A nagypolitikában
Szakemberként 1989 végén kapott felkérést a bársonyos forradalom vezetőitől a nagypolitikába történő belépésre. 1989 decemberétől 1991 májusáig a Csehszlovák Szövetségi Köztársaság szlovák tagköztársasága kormányának pénzügyminisztere volt. Posztjáról saját kérésére távozott, mivel nem értett egyet az addigi miniszterelnök Vladimír Mečiar leváltásával. 1989-től tagja volt a forradalom vezérmozgalmának, a Nyilvánosság az Erőszak Ellen (szlovákul Verejnosť proti násiliu, VPN) pártnak, 1991-ben átlépett a frissen alapított Demokratikus Szlovákiáért Mozgalomba (HZDS), melynek egyik vezéregyénisége lett.
1992-ben beválasztották a szövetségi parlamentbe, mely elnökévé választotta. Emellett Szlovákiában a pénzügyminiszteri tárca újbóli vezetőjeként tagja lett a második Mečiar-kormánynak is. 1992-ben a HZDS őt javasolta a függetlenné váló Szlovák Köztársaság államfői posztjára. 1993 februárjában a Szlovák Köztársaság Nemzeti Tanácsa megválasztotta köztársasági elnöknek és egy hónappal később be is iktatták új tisztségébe. Hamarosan azonban ellentétek alakultak ki a köztársasági elnök Michal Kováč és a kormányfő Vladimír Mečiar között a miniszterelnök egyre autoritatívabb viselkedése miatt. 1994-ben támogatta a második Mečiar-kormány leváltását.
1994–1998 között, a harmadik Mečiar-kormány ideje alatt a demokratikus ellenzéki mozgalom egyetlen alkotmányos támasza volt s ezen minőségében a kormánykoalíció – elsősorban volt pártja, a HZDS – erőteljes támadásainak volt kitéve. 1995-ben külföldre hurcolták másodszülött fiát, ifj. Michal Kováčot, a kormánykoalíció az elnöki hivatal ellehetetlenítésén dolgozott, nyomást gyakorolva ezáltal az elnökre, hogy mondjon le. Fia elrablásának ügye mindmáig kivizsgálatlan az 1998-ban Mečiar kormányfő által adott amnesztia miatt (az államfői szék megüresedése miatt az elnöki jogköröket a kormányfő és a parlament elnöke közösen gyakorolták a következő köztársasági elnök megválasztásáig). Az amnesztia és az emiatt hiányzó jogerős bírósági ítéletek ellenére is nagy valószínűséggel megállapítható, hogy az elnök fiát az állami titkosszolgálat ügynökei rabolták el. Az összes személyét és hivatalát ért támadás ellenére hivatali ideje végéig nem mondott le. A következő, immár közvetlen elnökválasztáson (1999) is meg akarta magát mérettetni, ám napokkal a választás első fordulója előtt lemondott az indulás lehetőségéről az akkori kormánykoalíció közös jelöltje, kassai főpolgármester Rudolf Schuster javára, mivel tartott legnagyobb politikai ellenfele, Vladimír Mečiar politikai visszatérésétől (a HZDS elnöke is versenybe szállt az államfői posztért).
1998 óta a nagypolitikától visszavonultan élt, feleségével egy alapítványt vezetett.

## Politikai tisztségei
- 1989. december 12. – 1991. május 18. Szlovákia pénzügyminisztere
- 1992. június 26. – 1992. december 31. a Csehszlovák Szövetségi Törvényhozás elnöke (utolsó elnöke)
- 1993. március 2. – 1998. március 2. Szlovákia köztársasági elnöke

## Magánélete
Nős, felesége Emília egyetemi tanár (a Közgazdaságtudományi Főiskola volt professzora). Két gyerekük van, Juraj és Michal. Öccse Dušan Kováč (1942) közismert szlovák történész, a Szlovák Tudományos Akadémia tudományos titkára, az akadémia Történettudományi Intézetének volt elnöke (1990–1998). 86 évesen, 2016. október 5-én hunyt el Parkinson-kórban.